# Шикара

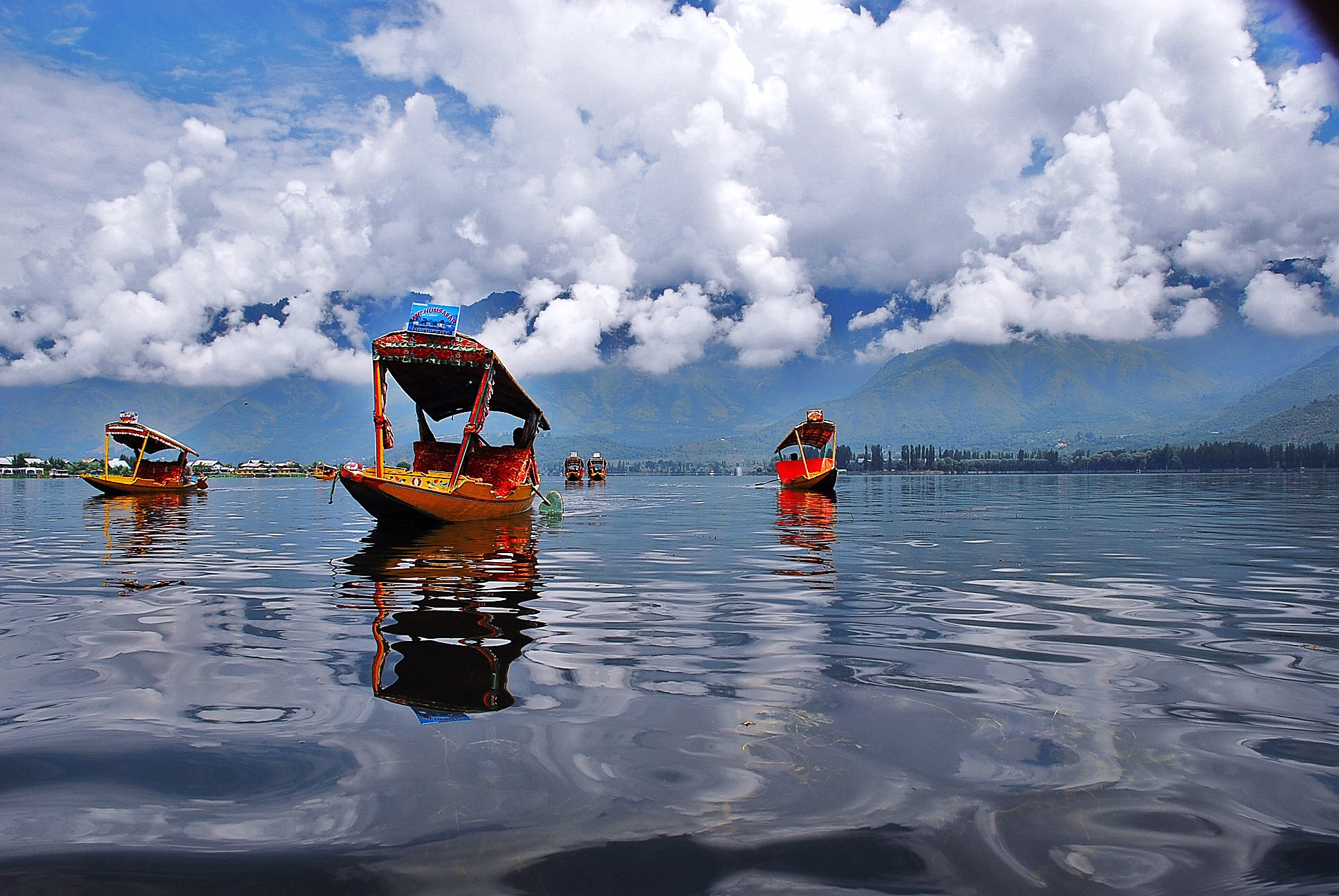
Шикара на озері Дал (Срінагар, Джамму та Кашмір, Індія)

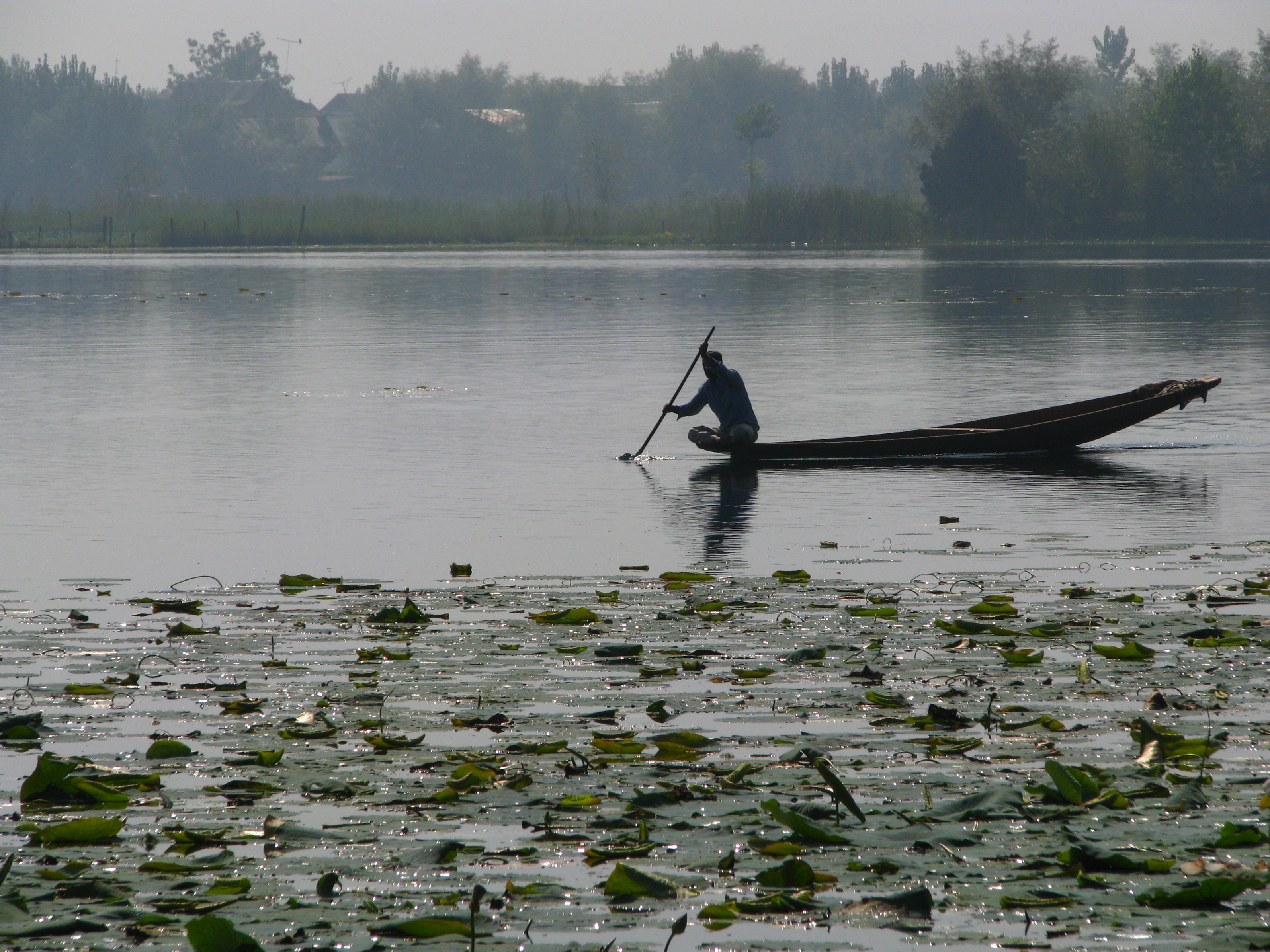
Човняр керує шикарою

Шикара (кашм. شِکرا , гінді शिकारा, пенджаб. ਸ਼ਿਕਾਰਾ) — тип дерев'яного човна, що використовується на озері Дал та інших водоймах Срінагара (Джамму та Кашмір, Індія). Шикари бувають різних розмірів і призначені для різних цілей, зокрема й транспортних. Човнярі використовують весла, тримаючи їх за унікальним лопатоподібним дном, і так керують шикарою. Зазвичай у шикарі поміщаються шестеро осіб, тоді як весляр сидить на задньому краю.
Як і в'єтнамські човни у В'єтнамі, шикари є культурним символом Кашміру. Деякі шикари використовують рибалки, які збирають водяні рослини (зазвичай як корм), і плавають на них у далекі частини озера Дал, інші використовують для перевезення туристів. У шикарах також іноді мешкали бідняки.
Шикари стали туристичним атракціоном, на них туристи плавають озерами Дал і Нагін, відвідуючи пам'ятки. Дуже популярні листівки із шикарою квітникаря, використовуваною як квітковий магазин, борти якої прикрашені різними квітами.